# Jamie Drysdale
Jamie Drysdale (* 8. April 2002 in Toronto, Ontario) ist ein kanadischer Eishockeyspieler, der seit Januar 2024 bei den Philadelphia Flyers in der National Hockey League (NHL) unter Vertrag steht. Die Anaheim Ducks hatten den Verteidiger im NHL Entry Draft 2020 an sechster Position ausgewählt.

## Karriere
Jamie Drysdale wurde in Toronto geboren und lief dort in seiner Jugend unter anderem für die prestigeträchtige Nachwuchsorganisation der Toronto Marlboros auf. Zur Saison 2018/19 wechselte er zu den Erie Otters in die Ontario Hockey League (OHL), nachdem ihn diese in der OHL Priority Selection des Jahres 2018 an vierter Position ausgewählt hatten. Seine erste OHL-Saison beendete der Abwehrspieler mit 40 Scorerpunkten aus 63 Partien und wurde daher ins First All-Rookie Team der Liga berufen. In der folgenden Spielzeit 2019/20 erzielte er mit 47 Punkten aus 49 Spielen fast einen Punkteschnitt von 1,0 pro Spiel, sodass er zum CHL Top Prospects Game eingeladen wurde und am Saisonende im OHL First All-Star Team Berücksichtigung fand. Im anschließenden NHL Entry Draft 2020 wählten ihn dann die Anaheim Ducks an sechster Stelle aus und statteten ihn im November 2020 mit einem Einstiegsvertrag aus.
Nach der Pause durch die COVID-19-Pandemie kam Drysdale beim Farmteam der Ducks, den San Diego Gulls aus der American Hockey League (AHL), zu ersten Einsätzen im Profibereich. Wenig später debütierte er im März 2021 auch für Anaheim in der National Hockey League (NHL) und absolvierte dort 24 Partien, ehe er für die AHL-Playoffs im Mai 2021 noch einmal zu den Gulls zurückkehrte. Mit Beginn der Spielzeit 2021/22 etablierte sich der Kanadier schließlich im NHL-Aufgebot der Ducks. Von der Spielzeit 2022/23 allerdings verpasste er den Großteil aufgrund einer Schulterverletzung.
Im Januar 2024 allerdings wurde Drysdale samt einem Zweitrunden-Wahlrecht im NHL Entry Draft 2025 an die Philadelphia Flyers abgegeben, während die Rechte an Nachwuchs-Stürmer Cutter Gauthier zu den Ducks transferiert wurden. Gauthier, der im NHL Entry Draft 2022 an fünfter Position gewählt worden war, hatte zuvor verkündet, nicht für die Flyers spielen zu wollen.

### International
Erste internationale Erfahrungen sammelte Drysdale im Rahmen der World U-17 Hockey Challenge 2018, bei der er mit dem Team Canada Black den fünften Platz belegte. Im U18-Bereich belegte er mit dem kanadischen Nachwuchs den vierten Platz bei der U18-Weltmeisterschaft 2019 und gewann anschließend die Silbermedaille beim Hlinka Gretzky Cup 2019. In der Folge gehörte der Verteidiger zum Kader der U20-Nationalmannschaft seines Heimatlandes, die bei der U20-Weltmeisterschaft 2020 die Goldmedaille gewann. Bei der U20-Weltmeisterschaft des Folgejahres erreichte er mit der kanadischen Auswahl erneut das Endspiel, unterlag dort jedoch den Vereinigten Staaten und errang somit die Silbermedaille.

## Erfolge und Auszeichnungen
- 2019 OHL First All-Rookie Team
- 2020 Teilnahme am CHL Top Prospects Game
- 2020 OHL First All-Star Team

### International
- 2019 Silbermedaille beim Hlinka Gretzky Cup
- 2020 Goldmedaille bei der U20-Weltmeisterschaft
- 2021 Silbermedaille bei der U20-Weltmeisterschaft

## Karrierestatistik
Stand: Ende der Saison 2024/25

### International
Vertrat Kanada bei:
| - World U-17 Hockey Challenge 2018 - U18-Weltmeisterschaft 2019 - Hlinka Gretzky Cup 2019 | - U20-Weltmeisterschaft 2020 - U20-Weltmeisterschaft 2021 |

(Legende zur Spielerstatistik: Sp oder GP = absolvierte Spiele; T oder G = erzielte Tore; V oder A = erzielte Assists; Pkt oder Pts = erzielte Scorerpunkte; SM oder PIM = erhaltene Strafminuten; +/− = Plus/Minus-Bilanz; PP = erzielte Überzahltore; SH = erzielte Unterzahltore; GW = erzielte Siegtore; 1 Play-downs/Relegation; Kursiv: Statistik nicht vollständig)